# Dedrone
Dedrone Holdings — американская компания, которая разрабатывает технологию противодействия беспилотным летательным аппаратам и беспилотным воздушным системам Программное и аппаратное обеспечение Dedrone позволяет обнаруживать радиочастоты, видеопотоки и другие электронные сигнатуры дронов. Согласно TechCrunch, технологиями Dedrone пользуются вооруженными силами по всему миру.

## История
В феврале 2014 года Зеебах, Лампрехт и Сибер основали Dedrone для производства технологий борьбы с БПЛА. Первый датчик Dedrone под названием «Мультисенсорная система предупреждения о дронах» и сопутствующее программное обеспечение «DroneTracker» вышли на рынок в январе 2015 года.
В 2015 году продукты Dedrone за 26 дней обнаружили 52 несанкционированных дрона над военными объектами США в Вашингтоне или его окрестностях. В следующем месяце ещё 43 несанкционированных дрона были обнаружены над военным объектом США в штате Вирджиния.
В 2016 году Dedrone переместила свою штаб-квартиру из Касселя, Германия, в Сан-Франциско и получила награду Cisco Innovation Award.
В том же году Dedrone обеспечил защиту от дронов на Всемирном экономическом форуме в Давосе.
В 2020 году должность генерального директора предложили занять Аадитии Деваракондре. Зеебах остается в качестве главного операционного директора, а Лампрехт в настоящее время является исполнительным председателем и членом совета директоров.
В ноябре 2022 года Dedrone начал использовать камеры, произведенные Axis Communicatins, шведской компанией, специализирующейся на сетевом подключении.